# 164130 Jonckheere
164130 Jonckheere este un asteroid din centura principală de asteroizi.

## Descriere
164130 Jonckheere este un asteroid din centura principală de asteroizi. A fost descoperit pe 18 decembrie 2003 la Uccle de Thierry Pauwels și Peter De Cat. Asteroidul prezintă o orbită caracterizată de o semiaxă mare de 2,89 ua, o excentricitate de 0,10 și o înclinație de 1,9° în raport cu ecliptica.